# Список глав государств в 790 году
Список глав государств в 789 году — 790 год — Список глав государств в 791 году — Список глав государств по годам

## Африка
- Гао — Айам Каравей, дья (ок. 780 — ок. 800)
- Идрисиды — Идрис ибн Абдаллах, халиф Магриба (788 — 791)
- Ифрикия — Рох ибн Хатим аль-Мухаллаби, наместник (787 — 791)
- Канем — Дугу, маи (ок. 784 — ок. 835)
- Макурия — Хаель-Михаил, царь (ок. 790 — ок. 810)
- Некор[англ.] — Саид I ибн Идрис, эмир[англ.] (760 — 803)
- Рустамиды — Абд ал-Ваххаб ибн Абд ар-Рахман, имам (787 — 823)
- Сиджильмаса — 
  - Абу-л-Визир Илйас, эмир (783 — 790)
  - Абу-л-Мунтамир ал-Йаса, эмир (790 — 823)

## Америка
- Мутульское царство (Тикаль) — 
  - Яш-Нун-Айин II, царь (768 — ок. 790)
  - Юкном-Чен, царь (ок. 790 — ок. 810)
- Шукууп (Копан) — Йаш-Пасах-Чан-Йо’паат, царь (763 — ок. 810)
- Яшчилан (Пачан) — Ицамнах-Балам IV, божественный царь (771 — ок. 800)

## Азия
- Абхазия — Леон II, князь (767 — 811)
- Аббасидский халифат — Харун ар-Рашид, халиф (786 — 809)
- Бохай (Пархэ) — Да Циньмао (Вэнь-ван), ван (737 — 793)
- Вайтхали[англ.] — Маха Тенг Санда, царь[англ.] (788 — 810)
- Индия — 
  - Венги (Восточные Чалукья) — Вишнувардхана IV, махараджа (772 — 806)
  - Гурджара-Пратихара — Ватсараджа, махараджа (ок. 780 — ок. 800)
  - Западные Ганги — Шривамара II, махараджа (788 — 816)
  - Кашмир — Джаяпида, махараджа[нем.] (ок. 779 — ок. 813)
  - Пала — Дхармапала, царь (770 — 810)
  - Паллавы (Анандадеша) — Паллавамалла Нандиварман II, махараджа (733 — 795)
  - Пандья — 
    - Парантака Недунджадайян, раджа (765 — 790)
    - Расасинган II, раджа (790 — 800)

  - Раштракуты — Дхрува I Дхараварша, махараджадхираджа (780 — 793)
- Индонезия — 
  - Матарам (Меданг) — Дхаранидра, шри-махараджа (ок. 780 — ок. 800)
  - Сунда — Прабу Гилингвеси, король (783 — 795)
  - Шривиджайя — Самарагравира, махараджа (782 — 792)
- Кахетия — Григол, князь[англ.] (786 — 827)
- Китай (Династия Тан) — Дэ-цзун (Ли Ко), император (779 — 805)
- Кхмерская империя (Камбуджадеша) — Джаяварман II, император (ок. 770 — ок. 835)
- Наньчжао — Сяохэн-хуанди (Мэн Имоусюнь), ван (779 — 808)
- Паган — Хтун Лут, король[англ.] (785 — 802)
- Раджарата (Анурадхапура) — Махинда II, король (787 — 807)
- Силла — Вонсон, ван (785 — 798)
- Табаристан (Баванди) — Шервин I, испахбад (771 — 797)
- Тибет — Тисонг Децэн, царь (755 — 797)
- Тямпа — Ирдраварман I, князь (ок. 787 — ок. 803)
- Уйгурский каганат — 
  - Паньгуань, каган (789 — 790)
  - Ачжо-хан, каган (790 — 795)
- Япония — Камму, император (781 — 806)

## Европа
- Аквитания — Людовик I Благочестивый, король (781 — 814)
  - Васкония — Адальрик, герцог (778 — ок. 801)
  - Жирона — Ростан, граф (785 — ок. 801)
  - Каркассон — Белло, граф (790 — 810)
  - Конфлан и Разес — Бера, граф (790 — 812)
  - Тулуза — 
    - Корсон, граф (778 — 790)
    - Гильом Желонский, граф (790 — 806)
- Англия — 
  - Восточная Англия — 
    - Этельред I, король (ок. 760 — ок. 790)
    - Этельберт II, король (ок. 790 — 794)

  - Думнония — 
    - Освальд ап Каврдол, король (770 — 790)
    - Гернам ап Освальд, король (790 — 810)

  - Кент — Оффа, король (785 — 796)
  - Мерсия — Оффа, король (757 — 796)
  - Нортумбрия — 
    - Осред II, король (788 — 790)
    - Этельред I, король (774 — 779, 790 — 796)

  - Уэссекс — Беотрик, король (786 — 802)
  - Эссекс — Сигерик, король (758 — 798)
- Астурия — Бермудо I Дьякон, король (789 — 791)
- Болгарское царство — Кардам, хан (777 — 802)
- Венецианская республика — Джованни Гальбао, дож (787 — 804)
- Византийская империя — Константин VI Слепой, император (780 — 797)
  - Неаполь —  Григорий II, герцог (767 — 794)
- Волжская Булгария — Тукый, хан (ок. 765 — 815)
- Дания — Рагнар Лодброк, король (756 — 794)
- Ирландия — Доннхад Миди мак Домналл, верховный король (770 — 797)
  - Айлех — Аэд Посвящённый, король (788 — 819)
  - Коннахт — Кинед, король (786 — 792)
  - Лейнстер — Бран Ардхенн, король (785 — 795)
  - Миде — Доннхад Миди мак Домналл, король (766 — 797)
  - Мунстер — Олхобар I, король (786 — ок. 796)
  - Ольстер — 
    - Томмалтах мак Индрехтайг, король (789 — 790)
    - Эохайд мак Фиахнай, король (790 — 810)
- Кордовский эмират — Хишам I, эмир (788 — 796)
- Италийское королевство — Пипин, король (781 — 810)
  - Беневенто — Гримоальд III, князь (787 — 806)
  - Сполето — Винигиз, герцог (788 — 822)
  - Фриуль — Эрик, герцог (787 — 799)
- Папская область — Адриан I, папа римский (772 — 795)
- Саксы — Видукинд, вождь (777 — 810)
- Сербия — Вишеслав, князь (768 — 814)
- Уэльс —
  - Брихейниог — Грифид ап Элисед, король (770 — 805)
  - Гвент — Атруис III ап Фарнвайл, король (775 — 810)
  - Гвинед — Карадог ап Мейрион, король (754 — 798)
  - Гливисинг — Артвайл Старый, король (785 — 825)
  - Дивед — Маредид ап Теудос, король (760 — 798)
  - Поуис — Каделл ап Брохвайл, король (773 — 808)
  - Сейсиллуг — Меуриг ап Дивнуал, король (770 — 807)
- Франкское королевство — Карл Великий, король (768 — 814)
  - Макон — Тьерри I, граф (733 — 791)
  - Нант — Ги Нантский, граф (ок. 786 — 818)
  - Овернь[англ.] — Иктерий, граф (778 — ок. 818)
  - Отён — Тьерри I, граф (733 — 791)
  - Пуатье — Аббон, граф (778 — ок. 811)
  - Шалон — Гверин I, граф (ок. 765 — ок. 819)
- Хазарский каганат — Обадия, бек (ок. 786 — ок. 809)
- Швеция — Бьёрн Железнобокий, король (ок. 785 — ок. 800)
- Шотландия —
  - Дал Риада — Доннкорки, король (781 — 792)
  - Пикты — Константин, король (789 — 820)
  - Стратклайд (Альт Клуит) — Ридерх ап Эугейн, король (780 — 798)

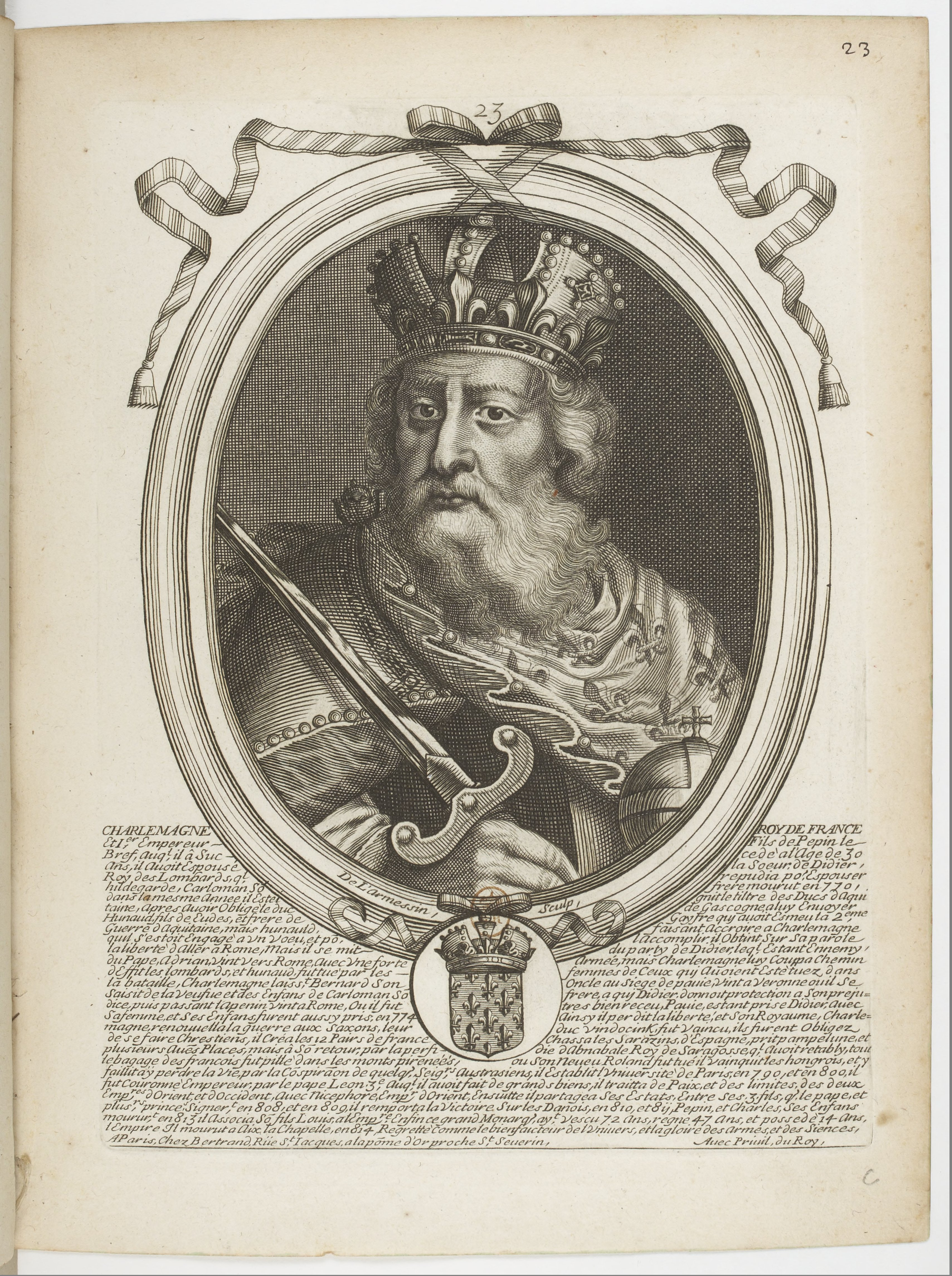
Карл Великий 768-814 Король франков
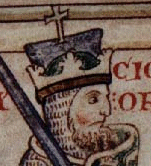
Оффа 757-796 Король Мерсии и Кента
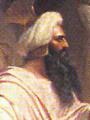
Харун аль-Рашид 786-809 Аббасидский халиф
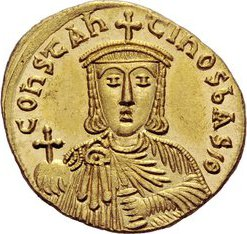
Константин VI 780-797 Император Византии
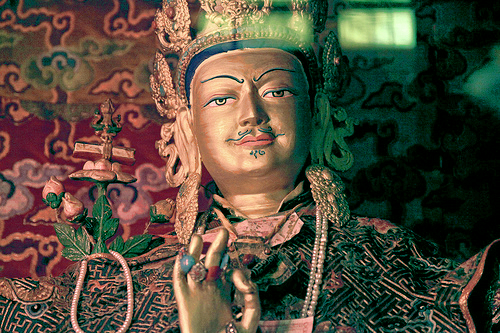
Тисонг Децэн 755-797 Царь Тибета
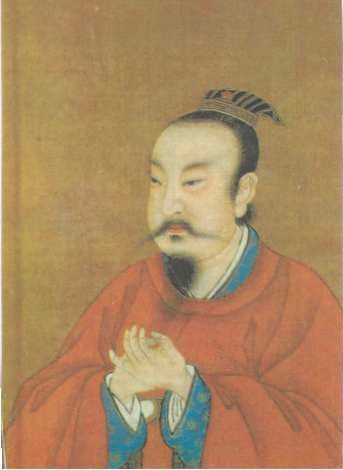
Дэ-цзун 779-805 Император Китая
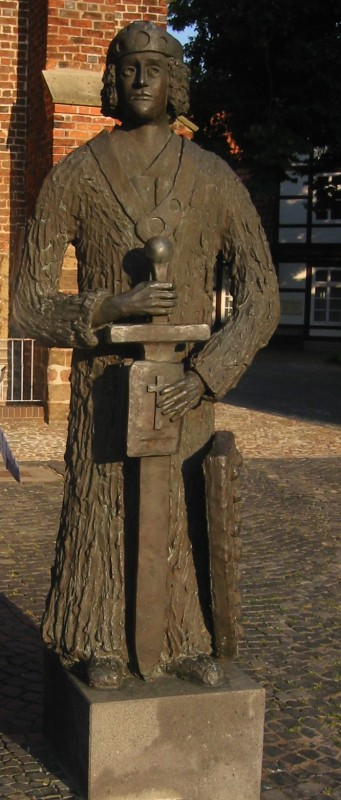
Видукинд 777-810 Вождь саксов
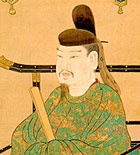
Камму 781-806 Император Японии
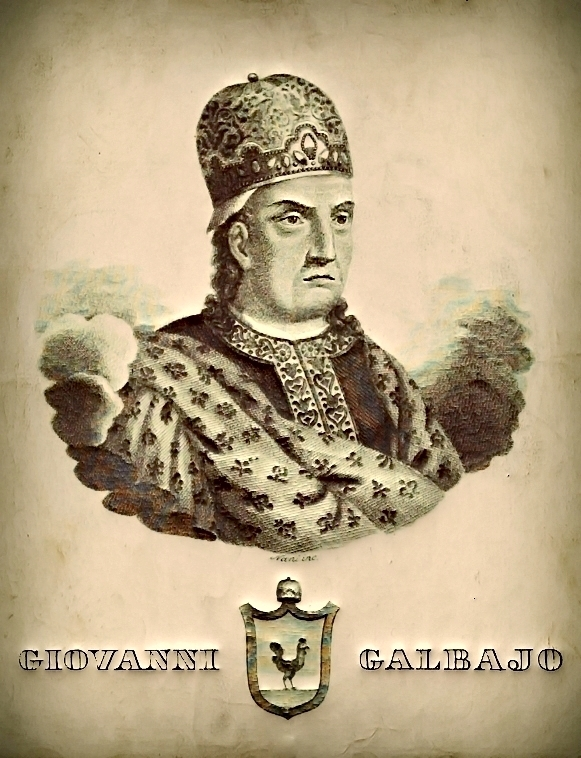
Джованни Гальбао 787-804 Дож Венеции
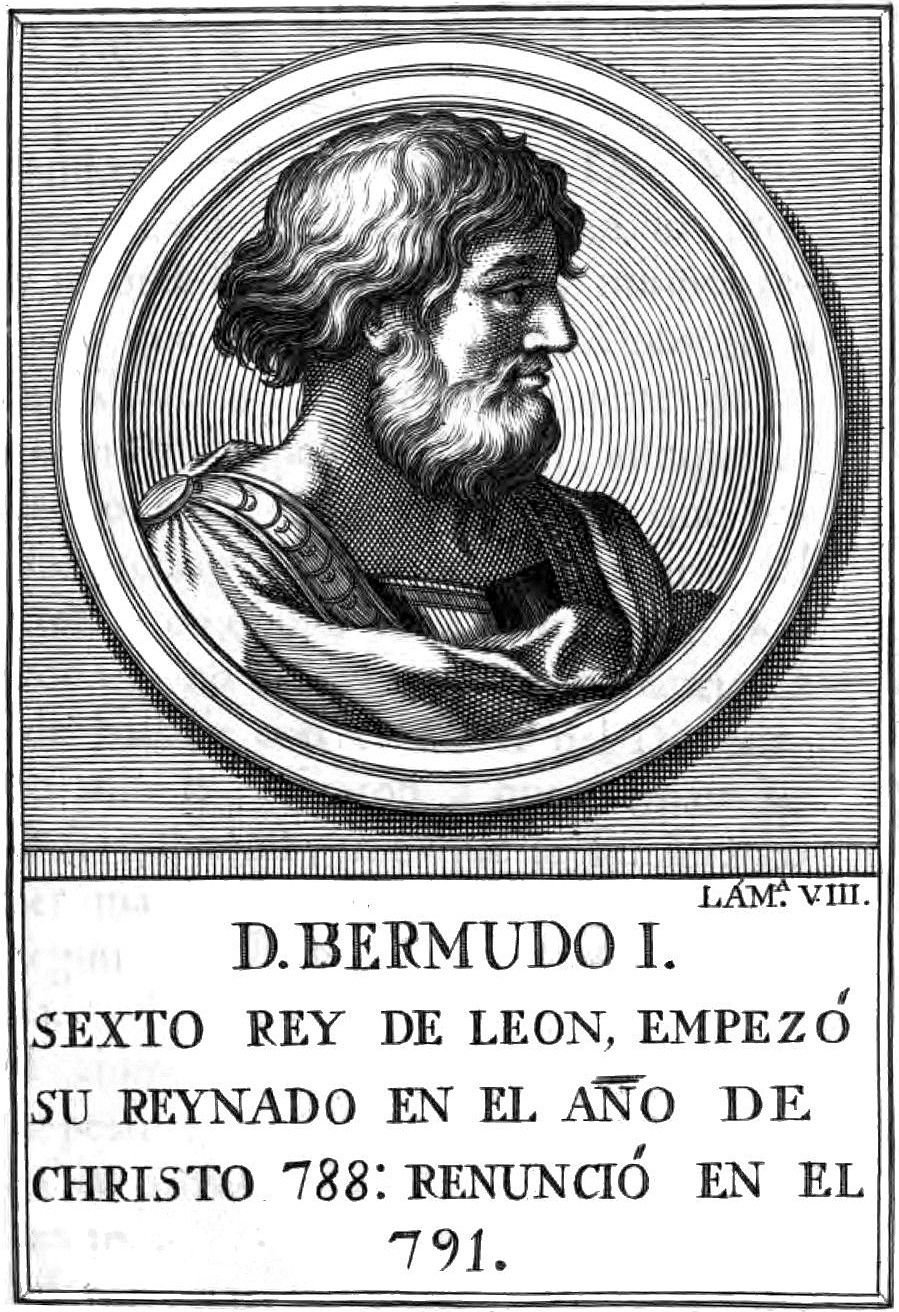
Бермудо I 789-791 Король Астурии
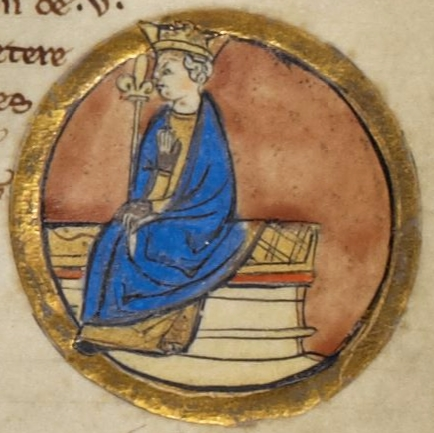
Беотрик 786-802 Король Уэссекса
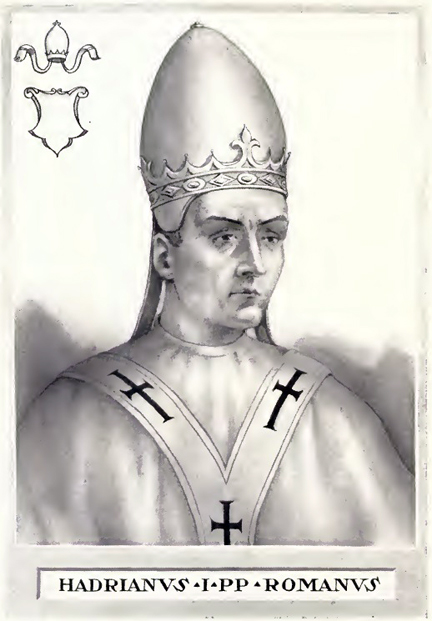
Адриан I 772-795 Папа римский